# Egesina tarsata
Egesina tarsata är en skalbaggsart som beskrevs av Holzschuh 2007. Egesina tarsata ingår i släktet Egesina och familjen långhorningar. Inga underarter finns listade i Catalogue of Life.